# 塔爾海姆 (蘇黎世州)
塔尔海姆（德語：Thalheim an der Thur）是瑞士联邦苏黎世州安德尔芬根区的市镇。该市镇面积为6.44平方千米，海拔高度385米，2018年12月31日人口数为917。

## 外部連結
- 塔尔海姆官方网站 （德文）